# اللکومبورا
اللکومبورا (به لاتین: Ellekumbura) یک منطقهٔ مسکونی در سری‌لانکا است که در استان مرکزی (سری‌لانکا) واقع شده‌است.